# Espace urbain d'Orthez
Cet article court présente un sujet plus développé dans : Espace urbain.
L’espace urbain d'Orthez était un espace urbain français centré sur la ville d'Orthez dans les Pyrénées-Atlantiques. C'était en 1999 le 94e des 96 espaces urbains français par la population. Il comportait alors sept communes. 
L'INSEE a remplacé ce zonage en 2010 par l'aire urbaine d'Orthez comprenant sept communes puis en 2020 par l'aire d'attraction d'Orthez comprenant 26 communes.